# 3903 Kliment Ohridski
3903 Kliment Ohridski eller 1987 SV2 är en asteroid i huvudbältet som upptäcktes den 20 september 1987 av den belgiske astronomen Eric W. Elst vid Rozhen-observatoriet. Den är uppkallad efter Klemens av Ohrid.
Asteroiden har en diameter på ungefär 9 kilometer och den tillhör asteroidgruppen Koronis.